# 何志辉
何志辉（1927年4月1日—2013年1月13日），福建省建瓯县人，国际知名水生生物學专家、水产教育家，曾任大连水产学院教授，先后当选为中国水产学会二、三、四届理事，中国水利学会三、四届理事，并受聘为《水产学报》编委。 多年来对中国内陆水域浮游生物生态、渔业资源、生物多样性等作过大量调查研究，为中国水产科教事业做出成绩斐然的贡献。

## 主要学术著作
- 《养殖水域生态学》，何志辉、赵文主编，大连出版社，2001年，ISBN 9787806128442
- 《淡水生态学》，何志辉主编，农业出版社，2000年
- 《黄河水系渔业资源》，何志辉主编，辽宁科学技术出版社，1986年
- 《淡水生物学》（上下册），何志辉主编，农业出版社，1982年
- 《中国内陸水域渔业资源》 （页面存档备份，存于），主编张觉民、副主编何志辉，农业出版社，1989年